# Oss greker emellan
Oss greker emellan från 1933 är en av Karl Gerhards mest kända revyer. Den hade premiär på Folkan i Stockholm 10 maj 1933. Göteborgsversionen som gick upp som nyårsrevy på Folkteatern i Göteborg med premiär nyårsaftonen 1934 fick heta Oss göteborgsgreker emellan.
Oss greker emellan byggde på Lysistrate-temat från Aristofanes berömda komedi. Zarah Leander spelade Lysistrate och Karl Gerhard själv - som redan flera år tidigare blivit kallad för "Sveriges Aristofanes" - gestaltade skådespelsförfattaren "Aristofanes den yngre". Pjäsen Lysistrate handlar om hur kvinnorna i Aten får stopp på ett krig, och oron för utvecklingen i Europa ligger som en bakgrund till temat. 
I revyn ingick kupletter som Oss greker emellan, Hurra för det lilla som är kvar, Jag räknar till ett, jag räknar till två, Det här är revolusitionen (som fick Arthur Engberg att i en ledare i Social-Demokraten utse Karl Gerhard till "Högerns Braqua Poetica") och Der schöne Adolf, heil, heil, heil som drev med Hitler som nyligen tagit makten i Tyskland. Leanders entrésång Ty jag var en kvinna med huvud på skaft kallas ofta bara för Lysistrate och blev kvar i Zarah Leanders repertoar även efter kriget. Leander sjöng också en visa om Greta Garbo som lämnat Sverige för Hollywood, Farväl, farväl lilla Greta. Wally Brothers hade dansnummer.  
Till göteborgsversionen ändrades en del framför allt i sångnumren med nya kupletter som Aldrig en Iris på dessa bleka fält med titeln lånad från Bellmans Fredmans epistel N:o 54, och Akrobat åh efter clownen Charlie Rivels klassiska replik. 
Vid tiden för Oss greker emellan var Karl Gerhard frustrerad över att revy betraktades som en mindre fin form av teater, och han ville gärna demonstrera vilka möjligheter som formen erbjöd. Revyn blev framgångsrik, kritiken god och Knut Hagberg utnämnde revyn till årets litterära händelse.. Erik Lindorm i Vecko-Journalen tyckte dock att revyn misslyckades med det väsentligaste för en revy nämligen att vara rolig.
Åke Pettersson skrev doktorsavhandling på revyn Oss greker emellan med titeln En klassisk komedi i revyform 1976.